# Сад Салавата Юлаева
Сад имени Салавата Юлаева (баш. Салауат Юлаев исемендәге баҡса; первоначально — Сад на Случевской горе, Случевский сад; ранее — Сад Николая Богдановича, Сад Егора Сазонова, Сад имени Салавата, Сад имени Крупской) — общественный сад на Случевской горе в Старой Уфе города Уфы, названный в честь башкирского национального героя Салавата Юлаева.
Ландшафтный памятник и памятник градостроительства, объект культурного наследия регионального значения. Со смотровых площадок с беседками сада открывается панорамный вид на Старую Уфу и Оренбургскую переправу. В саду через овраг переброшен единственный Висячий мост в Уфе. Главный вход сада, у которого расположен Мемориальный дом-музей С. Т. Аксакова, соединяется Софьюшкиной аллей с парком имени Ленина и Театральным садом.
В саду ранее был установлен бюст Салавату Юлаеву работы скульптора Т. П. Нечаевой и архитектора Н. И. Озёрной, перемещённый после реставрации в 1998 году на территорию курорта «Янган-Тау».

## Описание
Территория отличается регулярной планировкой. Среди насаждений — сирень, рябина, ясень, ель (в том числе голубая), лиственница, сосна, акация, ольха, липа, берёза, клён, пирамидальный тополь, цветущие кустарники, а также альпинарий. В саду находится могила Р. Нигмати.
Среди построек — три беседки, площадки с игровыми детскими комплексами и Висячий мост.
На площадке ближе к входу расположен трёхъярусный фонтан в виде каменного цветка. В центре парка находится второй фонтан, который представляет собой два кольца с сердцами внутри каждого.

## Название
Сад первоначально назван по своему расположению — на Случевской горе, ранее именовавшейся Шугуровской, первоначальное название которой, с развитием Старой и Новой Уфы, стало анахронизмом и забылось.
Во времена детства С. Т. Аксакова, гора была безымянной и в его книге «Детские годы Багрова-внука» упоминалась просто как крутой утёс.
Само название Случевской гора получила по имени вице-губернатора Оренбургской губернии и председателя Оренбургской казённой палаты К. А. Случевского, в честь которого был назван Случевский переулок (ныне — улица Благоева), где он жил.
По другой, народной версии, гора и сад названы по русскому названию водившихся здесь птиц —вальдшнепов — слука. Такой вариант немецкого названия Waldschnepp (буквально — лесной кулик) даёт С. Т. Аксаков в своих «Записках ружейного охотника Оренбургской губернии», как и В. И. Даль.

## История
В 1873 на Случевской горе по решению Уфимской городской думы разбит сад с цветником, огороженным решёткой — начато прокладывание дорожки и высаживание деревьев.
В 1875 место, занятое садом, предлагалось отдать под застройку, но уфимцы встали на его защиту, заявив, что для горожан этот сад — единственное место для гуляний, особенно весной. Но деревья и цветники впоследствии уничтожили козы из близлежащих слобод.
Во второй раз сад организован по инициативе Уфимского попечительства о народной трезвости на незастроенном и безлесном правом обрыве реки Белой с оврагами.
Работы по устройству сада проводились с сентября 1899 по май 1900: разбиты аллеи с дубами, липами, берёзами и хвойными растениями; крутой спуск к реке Белой выровнен — по нему разбиты цветники. В центре сада построен ажурный павильон, а в двух краях сада устроены изящные беседки. На входе в сад установлены чугунные ворота, пожертвованные директором Усть-Катавского завода З. Э. Горовским. На бульваре сделаны мощёные переходы и посажены две липовые аллеи. При начале посадок организован «праздник древонасаждения», главными участниками которого являлись учащиеся городских училищ — высажены тополя, сосны, дубы, вязы, клёны, сирень и жимолость.
Торжественное открытие бульвара на Фроловской улице (ныне — улица Тукаева) и сада состоялось 29 июня 1900 в присутствии многочисленной публики и губернатора Уфимской губернии Н. М. Богдановича.
В 1903, после убийства эсерами Н. К. Богдановича, сад переименован в его честь.

#### Советский период
В 1917, после Октябрьской революции, сад переименован в честь революционера Е. С. Сазонова, в 1920-х — именем Салавата.
В конце 1950-х территорию сада значительно расширили к востоку, убрав несколько деревянных строений на склоне и Бельский переулок. Также установлены скульптуры оленей и пантеры.
В 1952, к 200-летию со дня рождения Салавата Юлаева, в саду установлен его бюст работы скульптора Т. П. Нечаевой и архитектора Н. И. Озёрной (демонтирован в 1969; в 1998, после реставрации, установлен на территории курорта «Янган-Тау»), которая выполнила его с образа актёра А. К. Мубарякова, исполнившего роль Салавата в фильме «Салават Юлаев». Впоследствии, копия этого бюста установлена в Салавате.
В 1956 (или в 1958—1959) через безымянный овраг склона в восточной части сада, по проекту архитекторов института «Башпроект» З. И. Гудковой и В. А. Кондрашкова, построен Висячий мост. Рядом с мостом построена третья беседка.
В 1967 (или 1969) сад переименован в честь Н. К. Крупской, а название в честь Салавата Юлаева перешло лесопарку на слоне Черкалихиной горы у Телецентра, возле открывшего в 1967 памятника Салавату Юлаеву работы С. Д. Тавасиева.
В 1980-х разнотипные беседки демонтированы, а вместо них поставили одинаковые в соответствии с изображениями на старинных фотографиях. Следующие несколько лет сад пребывал в запустении: были разломаны гипсовые статуи, поломаны перила беседок, сгнил деревянный настил висячего моста.
С конца 1980-х годов краеведы при поддержке определённой части уфимцев неоднократно предлагали переименовать парк им. Н.Крупской в парк «Случевская гора», восстановив тем самым первоначальное наименование.

#### После 1991
В 2004 году саду возвращено имя Салавата Юлаева.
В 2014—2015 годах была проведена полная реконструкция сада, построены два фонтана, установлены скульптуры косуль и пантеры скульптора А. М. Зеленина взамен ранее установленных скульптур 1950-х.

## Галерея
- Беседка и подвесной мост
- Подвесной «мост любви»
- Могила писателя Рашита Нигмати
- Табличка на входе
- Вид на Белую